# Пильнов, Михаил Семёнович
Михаи́л Семё́нович Пильно́в (24 сентября 1874, Оренбург – 1 декабря 1930, Казань) - русский врач, дерматовенеролог, доктор медицины (1901).

## Биография
Родился 24 сентября (11 сентября) 1874 года в Оренбурге.
После окончания в 1882 году Оренбургской гимназии поступил на медицинский факультет Казанского императорского университета, где обучался с 1882 по 1897 год. Получив диплом начал работать в кожно-венерологической клинике у профессора Александра Генриховича Ге в Казани. Здесь провёл научные исследования, по результатам которых защитил докторскую диссертацию на тему «Лечение волчанки светом по методу профессора Finsena» в 1904 году.
С 1904 по 1909 год был заведующим терапевтическим отделением Оренбургской земской больницы. В 1911 году уезжает в командировку в Германию для изучения гистопатологии кожи у знаменитого учёного Унна (Unna). В 1917 году Пильнов был утверждён приват-доцентом в Казанском университете.
В 1919 году был призван на службу в ряды Красной армии, демобилизовался в 1921 году.
В 1923 году Пильнов был избран профессором Пермского университета. С 1923 по 1927 год преподавал на кафедре дерматовенерологии Казанского государственного института для усовершенствования врачей (ГИДУВ), одновременно был её заведующим. В 1927 году избирается профессором Казанского университета.
С 1927 года работал заведующим кафедрой дерматовенерологии. В 1930 году назначен директором Кожно-венерологической клиники.
Написал работы по диагностике и лечению профессиональных дерматозов, волчанки, псориаза. Описал симптомы прогрессирующей стадии псориаза, названный впоследствии «симптомом Пильнова». Впервые установил возможность уничтожения люпозной ткани путём фагоцитоза.
Скончался 1 декабря 1930 года в Казани.

## Сочинения
- К вопросу о лечении волчанки (Lupus vulgaris) концентрированным светом по способу N.R.Finsen’a. Казань, 1904.
- К вопросу о заболеваниях кожи в связи с профессиональной работой // Казанский медицинский журнал. 1925. № 4.